# Lazarevo
Lazarevo (cyr. Лазарево) – wieś w Serbii, w Wojwodinie, w okręgu środkowobanackim, w mieście Zrenjanin. W 2011 roku liczyła 2877 mieszkańców.